# マクシム・ムルヴィツァ
マクシム・ムルヴィツァ（Maksim Mrvica, 1975年5月3日 ‐ ）は、クロアチアのピアニスト。同国ダルマチア地方シベニクの生まれ。
日本では通称のマキシム（Maksim）という名義で活動している。端正な容姿をしたモデル並の甘いマスクに長身、ピアニストらしからぬファッションで、あだ名は「鍵盤のプリンス」。クラシック音楽とのクロスオーバーの分野で活躍している。

## 来歴
- 1981年 6歳の時にピアノを始める。
- 1984年 9歳で音楽学校に入学し、マリア・シェクソの指導でピアノの研鑚を積む。
- 1987年 12歳。初めてオーケストラと共演。
- 1990年 クロアチア紛争勃発。戦火に怯えながら、地下室でピアノの練習を続ける。
- 1993年 ザグレブで開催されたコンクールで優勝。その後、ザグレブ音楽院に進学。アルトゥーロ・ベネデッティ・ミケランジェリの弟子ヴラジミール・クルパン教授に5年に亘りピアノを学ぶ
- 1998年 ハンガリーのリスト音楽院に進学。在学中にニコライ・ルービンシュタイン国際ピアノコンクールで優勝する。
- 2000年 パリに移り、イゴール・ラスコに学ぶ。
- 2001年 ポントワーズ・ピアノコンクール優勝
- 2003年 EMIと契約を交わしたのち『ピアノプレイヤー』をリリース。このアルバムは、韓国、シンガポール、マレーシア、インドネシア、中国でゴールドディスク、台湾とクロアチアではプラチナディスクを、香港ではダブル・プラチナディスクをそれぞれ獲得。HMVインターナショナルでは12週連続1位になる。また『ピアノプレイヤー』に収録されている『ピアノ協奏曲イ短調(グリーグ)』は東芝の携帯電話(機種：A5506T)のCMにも使われていた。
- 2004年 アジアツアーを敢行。アルバム『ヴァリエーションズ』リリース。
- 2005年 ユーリ・シモノフ指揮のモスクワ・フィルハーモニー管弦楽団とラフマニノフ『ピアノ協奏曲第2番』を共演。正統派クラシックの分野でも実力を見せ付けた。アルバム『ニューワールド』リリース。
- 2006年 アルバム『ELECTRIK』（エレクトリック）をリリース。アルバム『チャルダッシュ』をリリース。

## 人物と活動
活動の場はロンドンが主でレコーディングもそこで行っている。ロイヤル・フィルハーモニー管弦楽団との共演が多い。世界各地のツアーを行う一方、母国クロアチアでも定期的にコンサートを開催している。
「10年の間にきみは変わった」と親友に言われて残念であったとインタビューでは語っている。
『ピアノプレイヤー』『ヴァリエーションズ』『ニューワールド』の三枚のアルバムもいずれも「クロスオーバー」に類するものであるが、「クロスオーバーだけのピアニスト」との批判に対して古典を積極的に演奏している。